# Гусейнова, Ирада Мамед кызы
Ирада Мамед кызы Гусейнова (азерб. İradə Məmməd qızı Hüseynova; род. 24 мая 1965, Ордубад, Нахичеванская АССР) — азербайджанский учёный, доктор биологических наук, профессор, член-корреспондент (2007), академик (2014), вице-президент Национальной академии наук Азербайджана. Директор Института молекулярной биологии и биотехнологий Азербайджана (с 2014 года).

## Биография
Ирада Гусейнова родилась 24 мая 1965 года в городе Ордубад Нахичеванской АССР Азербайджанской ССР. Окончила химический факультет Азербайджанского государственного университета. 
В 1994 году защитила диссертацию на соискание учёной степени кандидата биологических наук. Тема диссертации — «Генетическая регуляция формирования пигмент-белковых комплексов тилакоидных мембран хлоропластов пшеницы». 
Защитила диссертацию на соискание учёной степени доктора биологических наук по специальности «03.00.04 — Биохимия». Тема диссертации — «Молекулярно-генетические механизмы формирования и сборки пигмент-белковых комплексов фотосинтетической мембраны пшеницы». 
Профессор кафедры биофизики и молекулярной биологии Бакинского государственного университета. Работала старшим научным сотрудником Института ботаники НАНА. 
В 2007 году избрана член-корреспондентом НАНА. С 2014 года — действительный член Национальной академии наук, вице-президент НАНА и директор Института молекулярной биологии и биотехнологий Азербайджана. 
Председатель Учёного совета,  председатель Диссертационного совета Института молекулярной биологи и биотехнологий Азербайджана.
Член Учёного совета Института ботаники НАНА.

## Научная деятельность
Основные научные исследования посвящены изучению механизмов синтеза, сборки и формирования структурно-функциональных компонентов фотосинтетических мембран, влияния различных абиотических факторов на эти процессы.
Гусейнова И. М. — автор 450 опубликованных научных работ, 290 работ опубликованных за рубежом. Является автором 200 статей, опубликованных в журналах, индексируемых реферируемых в международных базах.
Является автором 1 авторского свидетельства (патента).

## Некоторые научные работы
- Гусейнова И. М., Сулейманов С. Ю., Алиев Д. А. Белковый состав и нативное состояние пигментов тилакоидных мембран генотипов пшеницы с различной толерантностью к водному стрессу // Биохимия. — Академиздатцентр "Наука" РАН, 2006. — Т. 71, № 2. — С. 223-228. — ISSN 0320-9725.
- Гусейнова И. М., Сулейманов С. Ю., Рустамова С. М., Алиев Д. А. Индуцированные засухой изменения в фотосинтетических мембранах различных сортов пшеницы Triticum aestivum L. — 2009. — Т. 74, № 8. — С. 1109-1116. — ISSN 0320-9725.
- I. M. Guseinova, S.Y. Suleimanov, J. A. Aliyev. Assembly of pigment - Protein complexes in carotenoid-deficient membranes of plastids from wheat seedlings treated with norflurazon (англ.) // Biochemistry. — Moscow: МАИК "Наука/Интерпериодика", 2004. — Vol. 69, no. 6. — P. 651-657. — ISSN 0006-2979.
- I. M. Guseinova, S. Yu. Suleimanov, I. S. Zulfugarov, J. A. Aliev. Assembly of the Light-Harvesting Complexes During Plastid Development (англ.) // Journal of Fluorescence. — Springer, 2000. — Vol. 10, no. 3. — P. 255. — ISSN 1053-0509.
- Guseinova I. M., Suleimanov S.Yu., Aliev J. A. Regulation of chlorophyll-protein complex formation and assembly in wheat thylakoid membrane (англ.) // Journal of Biochemistry and Molecular Biology. — 2001. — Vol. 34, no. 6. — P. 496-501.

## Награды
- Почетная грамота Национальной академии наук Азербайджана (НАНА)(2005, 2010, 2015, 2020)
- Премия им. Гасан бека Зардаби НАНА (2014)
- Юбилейная медаль "100 лет Азербайджанской Демократической Республике (1918-2018)” (2019)
- Медаль "100-летие Бакинского Государственного Университета (1919-2019)"  (2019)
- Международный титул «Посoл науки и мира» ООН (2019)[4]
- Орден «Европейский орден служения» (2019)[4]
- Заслуженный учитель Азербайджана[4]
- Действительный член Международной академии наук исследований тюркского мира, Педагогической академии Российской Федерации, Международной кадровой академии[4]
- Лауреат Международной премии «Сократ» (Оксфорд, Англия) [4]
- Премия Золотой звезды Международной академии наук исследований тюркского мира за заслуги в развитии науки, образования и инноваций[4]